# Råhultsgölen (Femsjö socken, Småland)
Råhultsgölen är en sjö i Hylte kommun i Småland och ingår i Fylleåns huvudavrinningsområde. Sjöns area är 0,011 kvadratkilometer och den befinner sig 160 meter över havet.